# Александър Мартиновски
Александър Мартиновски (на македонска литературна норма: Александар Мартиновски) е политик от Народна република Македония, Федерална Югославия.

## Биография
Председател на общинския комитет в Тетово.
Част е от конституционния комитет, който предлага проекта за първата конституция на Народна република Македония на Учредителното събрание в 1946 година.
На 4 януари 1951 година е избран за секретар на Народното събрание на НРМ.